# Eric Temple Bell
Eric Temple Bell (n. 7 februarie 1883 - d. 21 decembrie 1960) a fost un matematician și autor de science-fiction scoțian care a trăit în SUA.
A fost profesor de matematică la Institutul Tehnologic din Pasadena.
Este cunoscut prin remarcabilele lucrări din istoria matematicii.
Astfel, în lucrarea Men of Mathematics (New York, 1937) se ocupă de Descartes, Fermat, Newton, Bernoulli, Euler, Laplace, Lagrange, Monge, Fourier, Poncelet, Gauss, Cauchy, Weierstrass, Sofia Kovalevskaia, Boole, Hermite, Kronecker, Riemann, Kummer, Dedekind, Cantor și alții.